# Bauernhof Klabiner

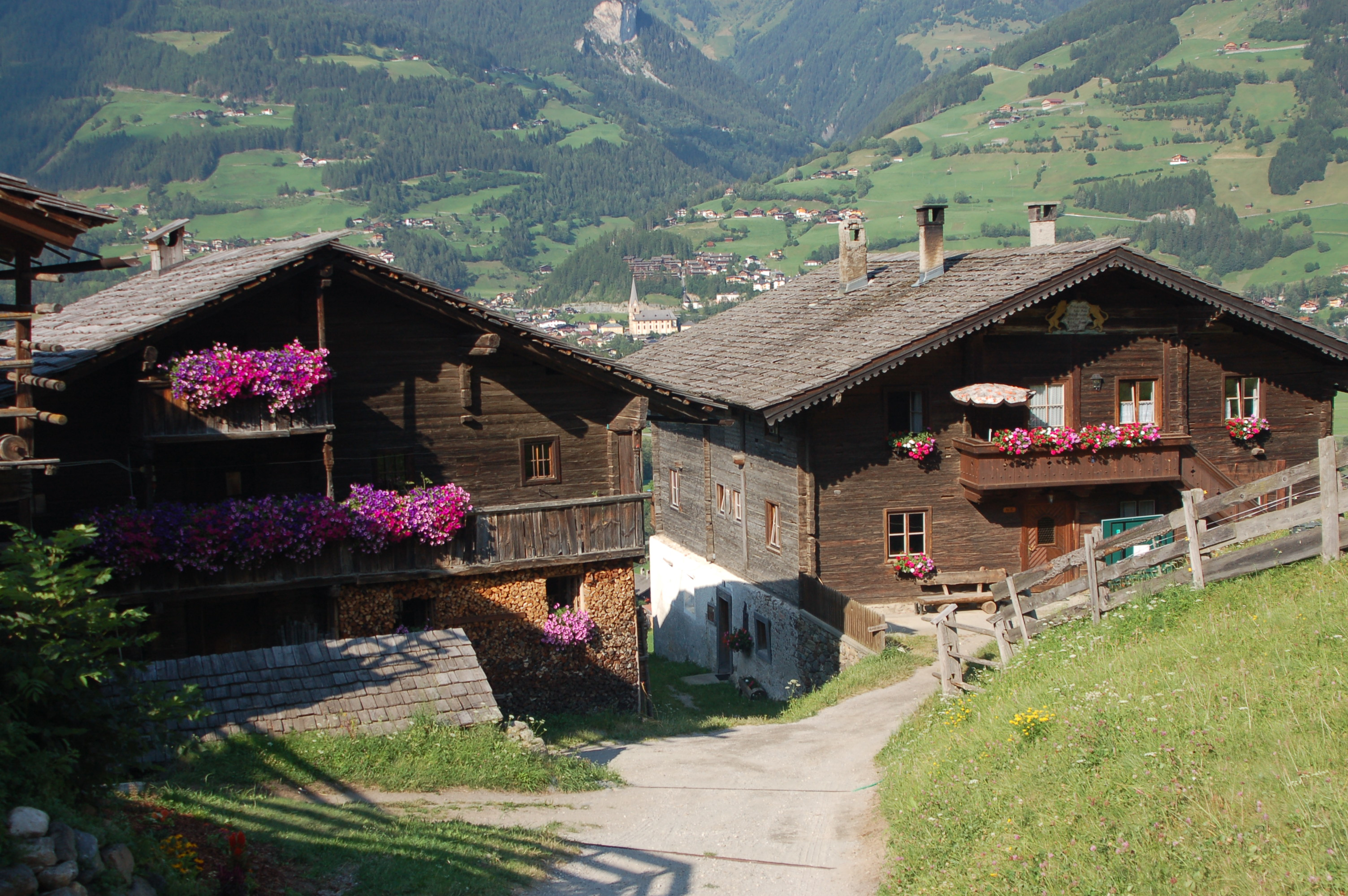
Die Bauernhöfe Klabiner (links) und Messner (rechts)

Der Bauernhof Klabiner ist ein Bauernhof in der Fraktion Ganz der Gemeinde Matrei in Osttirol. Der Bauernhof ist eine für die bäuerliche Architektur und Wohnkultur bedeutende Osttiroler Paarhofanlage und bildet zusammen mit dem benachbarten Bauernhof Messner ein bäuerliches Ensemble. Der Klabinerhof ist zudem eines der 43 Objekte der Gemeinde unter Denkmalschutz (Listeneintrag).

## Lage und Ensemble
Der Bauernhof Klabiner befindet sich in der Fraktion Ganz, die südwestlich des Matreier Marktes liegt. Der Bauernhof selbst befindet sich nördlich bzw. knapp unterhalb der Filialkirche St. Nikolaus. Östlich des Klabinerhofes (Ganz Nr. 14) schließt sich der Bauernhof Messner (Ganz Nr. 15) an, etwas nördlich liegt das Haus Ganz Nr. 17. Der Klabinerhof besteht aus einem Wohnhaus mit angebautem Wirtschaftsgebäude sowie einem Brunnenhäuschen.

## Bauwerk
Der Bauernhof Klabiner ist ein Teilgut der Klabinerhube und war wie der benachbarte Messnerhof bis zur Aufhebung der Grundherrschaft ein Freistiftgut des Matreier Pfarrwidums. Die erhaltene Anlage des Klabinerhofes stammt aus dem 17. Jahrhundert. Beim Wohnhaus der Paarhofanlage handelt es sich um ein zweigeschoßiges Gebäude mit Mittelflurgrundriss, das mit geringen Abstrichen im ursprünglichen Bauzustand erhalten ist. Das Wohnhaus wurde mit dem First senkrecht zum Hang errichtet und ist durch ein flaches Legschindeldach geschützt. Der Blockbau besitzt einen hangseitigen Obergeschoß- und kleinen Giebelsöller mit geschlossener Bretterbrüstung. Die als Rauchküche ausgeführte Küche wurde talseitig eingerichtet. Sie besteht aus einem offenen, gemauerten Herd und besitzt ein Rauchabzugsloch über der Tür sowie über den Schiebefenstern. Die Stube wurde hangseitig angelegt und mit Täfelung, Bretterdecke und gemauertem Tonnenofen ausgestattet. Das zugehörige Wirtschaftsgebäude ist jüngeren Datums, da es nach einem Brand im Jahr 1778 neu errichtet werden musste. Es handelt sich hierbei um einen Mischbau, der firstparallel zum Wohnhaus erbaut wurde. Über dem traufseitig erschlossenen, gemauerten Stall befindet sich ein zweigeschoßiger Stadl mit Bretterschindeldach und offenem Söller mit Trockengestänge. Der Firstbalken des Wirtschaftsgebäudes ist mit der Jahreszahl 1779 bezeichnet. Zur Hofanlage gehört auch das Brunnenhäuschen, das in Ständerkonstruktion mit ausgehacktem Trog und einem Pultdach besteht.